# 仁木兄妹シリーズ
『仁木兄妹シリーズ』（にききょうだいシリーズ）は、仁木悦子による日本の推理小説のシリーズ。

## 概要
仁木悦子と雄太郎。この推理好きの兄妹が素人探偵として様々な事件に関わり、それらを解決してゆく。原則として悦子の一人称で綴られているが、『青い香炉』は第三者の一人称になっている。
江戸川乱歩賞受賞作『猫は知っていた』に端を発するシリーズだが、同作が刊行されたのは1957年11月であり、初出順では同年7月に発表された短編『黄色い花』が第1作となる。
以後1962年まで断続的に発表されたあと一旦休止。1969年に再開し、1983年まで新作が発表された。休止期間を挟んで前期と後期に大別でき、物語上の時系列も概ねその通りに区分できる。

## 主な登場人物
仁木兄妹
主人公となる兄妹。本職の探偵ではないが、たびたび事件に遭遇し、それらを解決している。
『猫は知っていた』で箱崎医院の空き病室を間借りすることになったが、同作の事件のため出て行かざるを得なくなる。その後、貴金属商の水原啓太夫妻がヨーロッパ旅行に行くことになり、夫妻のコレクションであるシャボテンの世話をするために住み込みで水原邸の留守を預かることになる。これは「邸内のものは自由に使ってよい」という破格の待遇によるものであり、そのため二人は水原のものであるルノーを足代わりに使えたほか、悦子は自由にピアノの練習ができるという、昭和30年代当時の大学生としては恵まれた環境で生活できるようになった。
後期では二人とも結婚しているため、別々に暮らしている。
仁木（浅田）悦子
ほぼ全編を通じての主人公であり、物語の語り手。
身長は「一メートル五十に満たない」が、「小学校から高校まで短距離の選手を勤めてきた」だけあって運動神経は優れている。行動派を自称し、実際、考えるより行動して手がかりを掴むことが多い。
前期は音楽大学の学生。後期は結婚して姓が浅田に変わり、2児の母になっている。
結婚前は作者と同姓同名だが、作者の名前がペンネームなのに対してこちらは本名である。
仁木雄太郎
悦子の兄。
自他共に認める植物マニアであり、悦子からも呆れられているが、それ故に植物に造詣が深く、その知識が事件の解決に役立ったこともある。「身長一メートル七四センチ」の「カモイを超えるのっぽ」で頭脳派と、体格も探偵としての資質も悦子とは対照的。
前期は大学で植物学を専攻。後期は大学の植物学科に勤めている。後期では出番は減少しており、登場しない作品もあるが、『青い香炉』では単独で事件に関わっている。
砧警部補
兄妹がたびたび事件に関わるのを好ましく思っていないが、二人の探偵としての才能は評価している。
峯岸周作

以下は後期のみの登場。
浅田史彦
悦子の夫。新聞社「東都新報社」でヘリコプターのパイロットをしている。
浅田哲彦
悦子と史彦の息子。
浅田鈴子
悦子と史彦の娘。

## 作品

### 長編
- 猫は知っていた（1957年11月、講談社刊） - 後に映画化、テレビドラマ化されている（詳細はリンク先を参照）。
- 林の中の家（1959年1月 - 6月、宝石／9月、講談社刊）
- 刺のある樹（1961年2月 - 7月、宝石／9月、宝石社刊）
- 黒いリボン（1961年6月、東都書房刊）

### 短編
- 黄色い花（1957年7月、宝石）
- 灰色の手袋（1958年3月、宝石）
- 弾丸は飛び出した（1958年、宝石）
- 赤い痕（1958年7月、宝石）
- みどりの香炉（1961年12月、中学生の友一年）
- 暗い日曜日（1962年12月、宝石）
- 初秋の死（1969年11月、推理界）
- 赤い真珠（1971年5月、小説サンデー毎日）
- ただ一つの物語（1971年12月、小説サンデー毎日）
- 木がらしと笛（1972年2月、推理）
- ひなの首（1972年4月、別冊小説宝石）
- 虹の立つ村（1976年10月、小説現代）
- 二人の昌江（1978年10月、小説現代）
- 子をとろ 子とろ（1979年9月 - 11月、ベルママン）
- うさぎさんは病気（1979年12月 - 1980年2月、ベルママン）
- 青い香炉（1980年1月、野性時代）
- サンタクロースと握手しよう（1983年2月、小説宝石）

## 単行本
1996年、『仁木兄妹長篇全集』全2巻（出版芸術社）に全長編を収録。
1999年、『仁木兄妹の探偵簿』全2巻（出版芸術社）に『みどりの香炉』を除く全短編を収録。
2009年、ポプラ文庫ピュアフル（ポプラ社）より仁木悦子作品集を刊行開始。既刊5巻中4巻に本シリーズを収録している（2013年現在）。
- 私の大好きな探偵（戸川安宣編）
  - みどりの香炉 - 単行本初収録
  - 黄色い花
  - 灰色の手袋
  - 赤い痕
  - ただ一つの物語
- 猫は知っていた
- 林の中の家
  - 作者自ら作品を振り返った「悠久のむかしのはなし」を併録
- 刺のある樹
  - 作者自ら作品を振り返った「作品ノート」を併録